# Gerardo Reyes
Gerardo Reyes (Balsas, Guerrero; 25 de marzo de 1935 - Cuernavaca, Morelos; 25 de febrero de 2015) fue un cantante, compositor y actor mexicano, figura reconocida del género ranchero en su país e internacionalmente.

## Biografía
Desde sus primeros años mostró interés por la composición, a los 18 años viajó a Estados Unidos, radicándose en Phoenix, donde comenzó a trabajar en la radio y empezó su carrera musical. Sus primeras grabaciones fueron bajo el sello discográfico Bego, de Texas En 1970 se muda de nuevo a México, esta vez a la ciudad de Cuernavaca Morelos. Por su extracción humilde Gerardo Reyes fue conocido como "El amigo del pueblo". Gerardo Reyes falleció a la edad de 79 años, víctima de cáncer de hígado.

## Composiciones e interpretaciones
Gerardo Reyes fue compositor de alrededor de 600 canciones entre las que se pueden mencionar: «Dios te bendiga» y «Se lo dejo a Dios» 
Y entre sus interpretaciones más reconocidas: «Bohemio de afición», «Cargando con mi cruz», «El amigo del pueblo», «El compartido», «El rey de los caminos», «Libro abierto», «Mi vejez», «Pobre bohemio», «Pueblos de Guerrero», «Rumbo al sur», «Sin fortuna» y «Ya vas carnal».

## Filmografía
| Año  | Película                               | Personaje    |
| ---- | -------------------------------------- | ------------ |
| 2008 | Sealed with a bullet                   | Gio          |
| 2002 | Dos gallos de oro                      |              |
| 2002 | Barrio wars                            | Tito         |
| 2001 | Undercover X                           | Geo          |
| 2000 | 2 G's & a Key                          | Tone         |
| 1998 | Jueves de corpus                       | Contador     |
| 1986 | La banda del acordeón                  |              |
| 1986 | La celda del alacrán                   |              |
| 1985 | El hijo de Jacinto el tullido          |              |
| 1984 | Bohemios de afición                    |              |
| 1984 | Jacinto el tullido                     |              |
| 1983 | El asesino                             |              |
| 1983 | Hombres de tierra caliente             |              |
| 1983 | Las ovejas descarrieadas               |              |
| 1983 | El sexo de los pobres                  |              |
| 1983 | Maldita miseria                        | Cantante     |
| 1982 | El rey de los caminos                  |              |
| 1981 | El Santo contra el asesino de la T. V. | Él mismo     |
| 1981 | Contacto chicano                       | Tony Andrade |
| 1981 | El preso No. 9                         |              |
| 1980 | ¡Ay Chihuahua no te rajes!             |              |
| 1980 | Sin fortuna                            |              |
| 1980 | El contrabando del Paso                | Frank        |
| 1980 | Frontera brava                         |              |
| 1980 | Pelea de perros                        |              |
| 1980 | Dos hermanos murieron                  |              |
| 1979 | El cortado                             |              |
| 1979 | Caminos de Michoacán                   |              |
| 1977 | El moro de Cumpas                      |              |
| 1976 | El rey                                 | Gerardo      |
| 1975 | Los tres compadres                     |              |
| 1975 | Don Herculano enamorado                |              |
| 1975 | Un camino al cielo                     | Serapio      |
| 1975 | Simón Blanco                           | Chon         |
| 1969 | Santo and the border terror            | Gerardo      |